# Elana Hill
Elana Hill (sinh ngày 28 tháng 5 năm 1988 tại Harare, Zimbabwe) là một người chèo thuyền người Zimbabwe. Cô đại diện cho Zimbabwe tại Thế vận hội Mùa hè 2008 tại Bắc Kinh, Trung Quốc.
Cô đã đi đến trường tại trường dự bị Bishopslea và trường Arundel ở Harare. Cô ấy rất giỏi chèo trong trường Arundel. Cô hiện đang học tại Đại học Pretoria.
Thành tích tốt nhất của cô cho đến nay là ở hạng mục biển tại Giải vô địch thế giới thiếu niên năm 2006, nơi cô về đích thứ 5.